# Capella del Sant Crist (Alella)
La Capella del Sant Crist és una obra d'Alella (Maresme) protegida com a Bé Cultural d'Interès Local.

## Descripció
Capella o oratori en de planta rectangular amb coberta de maons plans a dues vessants i carener perpendicular a la façana principal. Parets d'obra enlluïda i pintades de blanc. Tres graons de paredat amb paviment de maons plans de 15 x 30 cm, donen accés a l'interior. Disposa d'un motiu decoratiu trilobulat en relleu damunt l'obertura de la cel·la, en el capcer.
Dues fileres de motius decoratius tipus antefixes, col·locades a l'extrem de la volada de la coberta, ornamenten la façana.